# Новосултангуловский сельсовет
Новосултангуловский сельсовет — сельское поселение в Асекеевском районе Оренбургской области Российской Федерации.
Административный центр — село Новосултангулово.

## История
9 марта 2005 года в соответствии с законом Оренбургской области № 1893/321-III-ОЗ образовано сельское поселение Новосултангуловский сельсовет, установлены границы муниципального образования.

## Население
| 2010  | 2012  | 2013  | 2014  | 2015  | 2016  | 2017  |
| ----- | ----- | ----- | ----- | ----- | ----- | ----- |
| 1267  | ↘1236 | ↘1205 | ↘1172 | ↘1152 | ↘1112 | ↘1109 |
| 2018  | 2019  | 2020  | 2021  |       |       |       |
| ↘1104 | ↘1082 | →1082 | ↘1059 |       |       |       |

## Состав сельского поселения
| № | Населённый пункт  | Тип населённого пункта       | Население |
| - | ----------------- | ---------------------------- | --------- |
| 1 | Курбанай          | посёлок                      | 150       |
| 2 | Новосултангулово  | село, административный центр | 721       |
| 3 | Старосултангулово | село                         | 396       |